# Can Pastilla
Can Pastilla – miejscowość turystyczna w Hiszpanii, położona na Balearach, na wyspie Majorka, w gminie Palma de Mallorca, sąsiadująca z miastem Palma de Mallorca. Według danych z 2011 roku miejscowość liczyła 5390 mieszkańców.

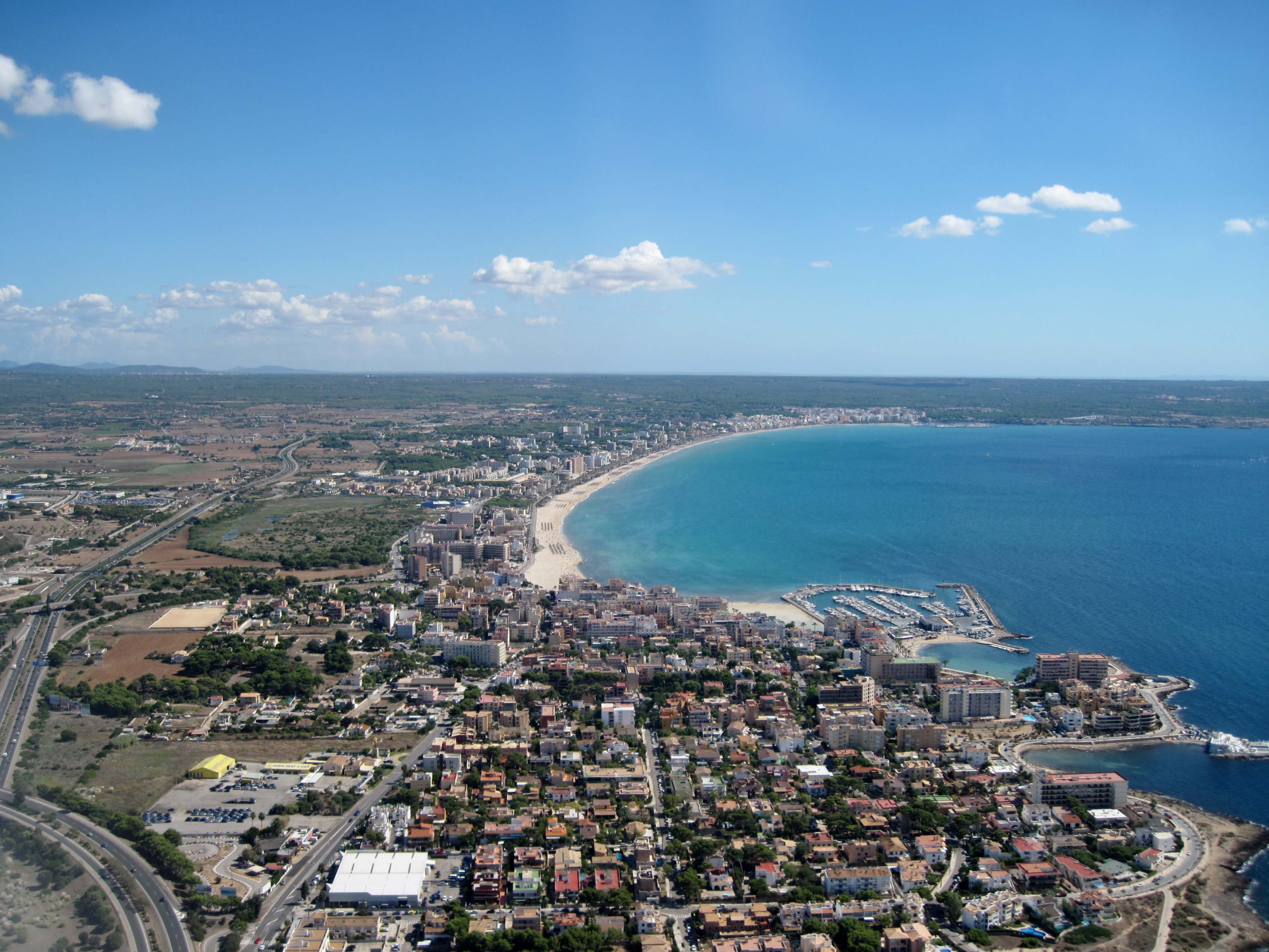
Widok na miejscowość